# Túnel de Salang
El túnel de Salang es un túnel de carretera de Afganistán. Es el enlace principal entre la capital Kabul y el norte de Afganistán, su longitud de 2,67 kilómetros (1,7 mi) conecta las provincias de Paruán y Baglán.

## Características técnicas
El túnel mide 2700 metros de largo. Sus extremos están, respectivamente, a una altitud de 3360 m y 3363 m por lo que es el tercer túnel de carretera más alto del mundo que está actualmente en servicio. La anchura y la altura del túnel es de solo 7 metros. El tráfico es actualmente de unos 1000 vehículos por día.

## Historia

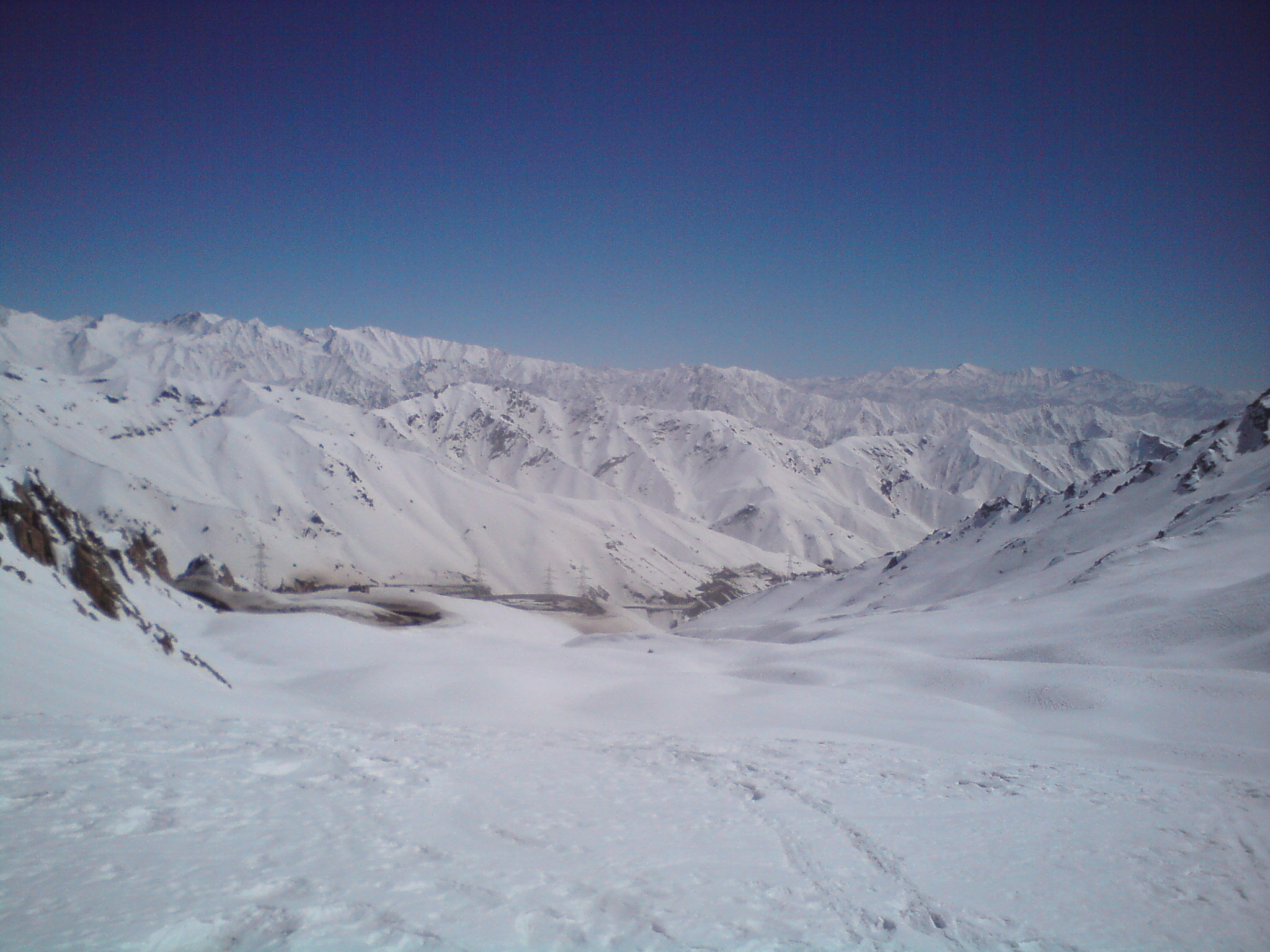
Vista a la carretera principal, justo antes de entrar en el túnel de Salang viniendo desde Kabul.

La circulación entre el norte y sur del país es muy problemática por la cadena del Hindú Kush, cuyos puertos están a menudo cerca de los 4000 metros de altitud y cerrados durante el invierno. En 1955, la Unión Soviética, deseosa de promover el transporte entre su territorio y la capital afgana de Kabul, firmó con el gobierno afgano un acuerdo para mejorar la antigua carretera del puerto de Salang entre las provincias de Baglán y Parwan. El túnel fue abierto en 1964, y permite el movimiento entre el norte y el sur durante todo el año y un ahorro considerable de tiempo entre Kabul y las ciudades del norte, como Puli Khumri o Mazari Sharif. Los vehículos pesados, que antes debían rodear las montañas a través de Herat, vieron como su viaje de 72 horas se reducía a menos de 10 horas.
Durante la guerra de Afganistán (1978-1992), el túnel fue estratégicamente vital para el ejército soviético y, por tanto, la carretera y los alrededores del túnel fueron atacados con frecuencia por los muyahidines. El 3 de noviembre de 1982, se produjo una de las mayores tragedias de la guerra en Afganistán, cuando un camión de gasolina explotó en un convoy de militares soviéticos en circunstancias poco claras. El número de fallecidos tampoco quedó aclarado, las autoridades indicaron una cifra oficial de 176 soldados (64 soviéticos y 112 afganos) muertos pero otras fuentes más recientes la establecen entre 1000 y 3000 muertos, lo que sería uno de los peores incendios del siglo XX.
Tras la salida de los soviéticos la situación del túnel se fue deteriorando. Después de tomar Kabul, en 1996, los talibanes hicieron de él una prioridad y antes del final del año 1997 la entrada sur del túnel, la iluminación y el sistema de ventilación fueron destruidos por las tropas de la Alianza del Norte durante su retirada. El túnel quedó solamente transitables a pie y en oscuridad.
Después de una renovación importante, el túnel se reabrió a los coches y camiones el 19 de enero de 2002. Fue de nuevo bloqueado menos de un mes más tarde por avalanchas en ambos extremos, lo que obligó a cientos de personas a pasar allí casi 5 días en condiciones muy difíciles, por lo menos 5 personas perdieron la vida. En invierno, la ruta es aún muy peligrosa y propensa a las avalanchas. Muchas personas tuvieron todavía que pasar en él la noche el 18 de marzo de 2007.

## Accidentes
Se sabe que es uno de los túneles más peligrosos del mundo. Debido a la falta de ventilación e iluminación, el polvo y los humos reducen la visibilidad a unos pocos metros. Un incendio en 1982 mató al menos a 168 personas y la acumulación de monóxido de carbono mató a 16 militares soviéticos en 1980.
El 18 de diciembre de 2022, un camión cisterna de combustible explotó y se incendió en el túnel de Salang, Afganistán. La explosión ocurrió alrededor de las 8:30 p. m. y aún se desconoce la causa de la explosión. El incendio resultante dificultó la evacuación de las víctimas y las llamas se extendieron desde el camión cisterna a otros automóviles en el túnel.  Según Said Himatullah Shamim, portavoz de la provincia de Parwan, los sobrevivientes de la explosión aún están enterrados bajo los escombros y se espera que aumente el número de víctimas.
Molvi Hamidullah Misbah, portavoz del Ministerio de Obras Públicas, declaró el domingo que el fuego se había apagado y que los rescatistas aún intentaban despejar el túnel.
Al menos 31 personas murieron y más de 30 resultaron heridas por la explosión, y se espera que el número aumente. Según el Dr. Abdullah Afghan, representante local del departamento de salud de Parwan, entre las víctimas había dos niños y diez mujeres. Algunas de las víctimas sufrieron quemaduras tan graves que fue imposible identificarlas.